# Kay Walsh
Kay Walsh, född 15 november 1911 i Chelsea, London, England, död i samma stadsdel 16 april 2005, var en brittisk skådespelare. Hon började sin karriär som filmskådespelare på 1930-talet, och blev populär huvudrollsinnehavare på 1940-talet i filmer som De lyckliga åren och Oliver Twist. Walsh medverkade i runt 55 främst brittiska, men även amerikanska filmer, samt ett dussintal TV-produktioner. Under större delen av 1940-talet var hon gift med regissören David Lean.

## Filmografi i urval
- 1942 – Havet är vårt öde
- 1944 – De lyckliga åren
- 1947 – Oktobermannen
- 1948 – Oliver Twist
- 1948 – Vice Versa
- 1950 – Rampfeber
- 1950 – Sista semestern
- 1951 – Det mörka rummet
- 1952 – Jagad
- 1957 – Cast a Dark Shadow
- 1958 – Uppåt väggarna
- 1960 – En gång hjälte
- 1961 – Bobby Trofast
- 1962 – I ärans tecken
- 1970 – En spökhistoria
- 1972 – Den härskande klassen
- 1982 – Flykt i natten